# (6807) Brünnow
6807 Brunnow (6568 P-L) – planetoida z grupy pasa głównego asteroid okrążająca Słońce w ciągu 3,45 lat w średniej odległości 2,28 j.a. Odkryta 24 września 1960 roku.